# Dennis Ritchie

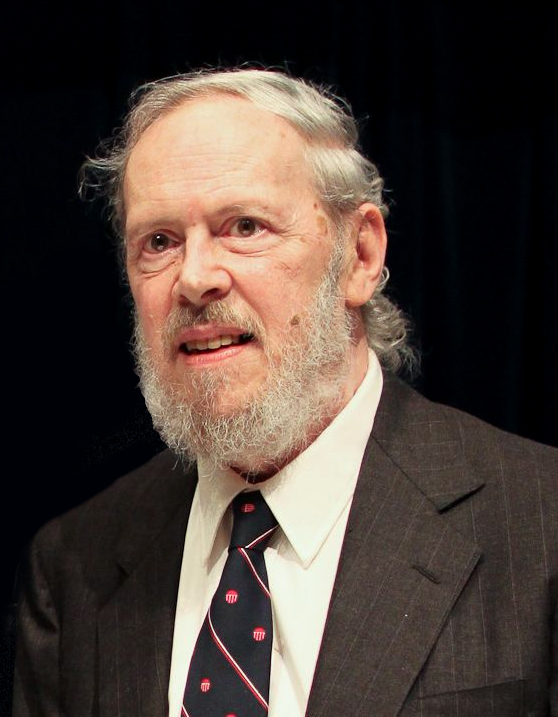
Dennis Ritchie bei der Verleihung des Japan-Preises 2011

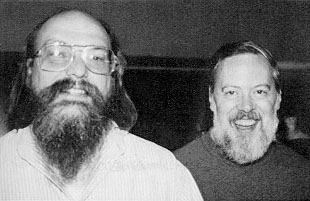
Ken Thompson (links) und Dennis Ritchie (rechts)

Dennis MacAlistair Ritchie (* 9. September 1941 in Bronxville, New York; † vor dem 12. Oktober 2011 in Berkeley Heights, New Jersey) war ein US-amerikanischer Informatiker. Er entwickelte zusammen mit Ken Thompson und anderen die erste Version des Unix-Betriebssystems und schrieb die ersten sechs Ausgaben des Unix Programmer’s Manual, ehe das Handbuch in „Unix Time-Sharing System“ umbenannt wurde.
Zusammen mit Thompson und Brian W. Kernighan entwickelte er die Programmiersprache C. Kernighan und Ritchie schrieben gemeinsam das Buch The C Programming Language, das oft mit dem Kürzel K&R zitiert wird. Bekannt und berühmt sind auch seine Initialen dmr, die Ritchie als Username für den System-Login verwendete. Für seine Arbeiten, insbesondere die Entwicklung des bis heute maßgeblichen Unix-Betriebssystems und der Sprache C, erhielt er einige der höchsten Auszeichnungen der Informatik wie etwa den Turing-Award.

## Leben
Dennis Ritchie wurde am 9. September 1941 als Sohn von Alistair E. Ritchie geboren. Er studierte an der Universität Harvard Physik und Angewandte Mathematik. 1968 wurde ihm für seine Dissertation Program Structure and Computational Complexity der Doktorgrad (englisch Ph.D.) von der Universität Harvard verliehen.
Ab 1967 arbeitete Ritchie in den Bell Telephone Laboratories (kurz „Bell Labs“) im Computing Sciences Research Center. Er beschäftigte sich mit Multics, BCPL, ALTRAN und schließlich mit den Programmiersprachen B und C sowie den Betriebssystemen Unix und Plan 9. Zuletzt war er der Leiter der Forschungsabteilung für System-Software bei Lucent Technologies/Bell Labs.
2007 ging Ritchie in den Ruhestand und arbeitete fortan gelegentlich als Berater.
Ritchie wurde am 12. Oktober 2011 im Alter von 70 Jahren in seinem Haus in Berkeley Heights, New Jersey, wo er zuvor allein gelebt hatte, tot aufgefunden. Erste Nachrichten über seinen Tod kamen von seinem ehemaligen Kollegen Rob Pike. Die Ursache und der genaue Zeitpunkt des Todes wurden nicht bekannt gegeben. Nach der Behandlung von Prostatakrebs und Herzerkrankungen war er mehrere Jahre gesundheitlich beeinträchtigt. Die Nachricht von Ritchies Tod wurde größtenteils von der Medienberichterstattung über den Tod von Apple-Mitbegründer Steve Jobs in der Woche zuvor überschattet.

## Auszeichnungen
Zusammen mit Ken Thompson erhielt er 1983 den Turing Award, 1990 die Richard-W.-Hamming-Medaille des IEEE und 1999 die National Medal of Technology. 2005 wurde Ritchie mit dem IRI Achievement Award des Industrial Research Institute ausgezeichnet.
2011 bekam er den Japan-Preis für die Entwicklung von Unix und C. 2019 wurde er posthum in die National Inventors Hall of Fame aufgenommen.

## Werke
- Brian W. Kernighan, Dennis M. Ritchie: The C Programming Language. 2. Auflage. Prentice Hall, Englewood Cliffs, N.J. 1988, ISBN 0-13-110362-8. Die Erstausgabe erschien 1978.
- Program structure and computational complexity draft, Dissertation, 1969, Digitalisat